# Мисик (Мичиген)
Мисик (енгл. Mesick) град је у америчкој савезној држави Мичиген.

## Демографија
По попису из 2010. године број становника је 394, што је 53 (-11,9%) становника мање него 2000. године.
| Група             | 2000.       | 2010.       |
| Белци             | 434 (97,1%) | 374 (94,9%) |
| Афроамериканци    | 3 (0,7%)    | 1 (0,3%)    |
| Азијати           | 0 (0,0%)    | 0 (0,0%)    |
| Хиспаноамериканци | 7 (1,6%)    | 13 (3,3%)   |
| Укупно            | 447         | 394         |